# Instituto Nacional Mejía
 L'Instituto Nacional Mejía est un établissement public d'enseignement secondaire situé à Quito, capitale de l'Équateur. Il a été fondé le 1er juin 1897 par Eloy Alfaro Delgado, président de l'Équateur (1895 - 1901 et 1906 - 1911).

## Mission
L'institution se donne pour mission :
« C'est un lycée laïc et expérimental qui éduque, prépare et forme ses étudiants avec un esprit critique - réflexif, et leur fournit un enseignement humaniste scientifique en vue du changement social et du développement national. »

## Devise
La devise d'établissement est la locution latine Per aspera ad astra signifiant « Par des sentiers ardus jusqu'aux étoiles. »

## Anciens élèves illustres
- Rosa Cabeza de Vaca, diplômée en 1903. Elle a acquis une notoriété pour être la première étudiante à avoir obtenu son diplôme de l'Instituto Nacional Mejía (créant ainsi un important précédent dans le pays[2],[3].)

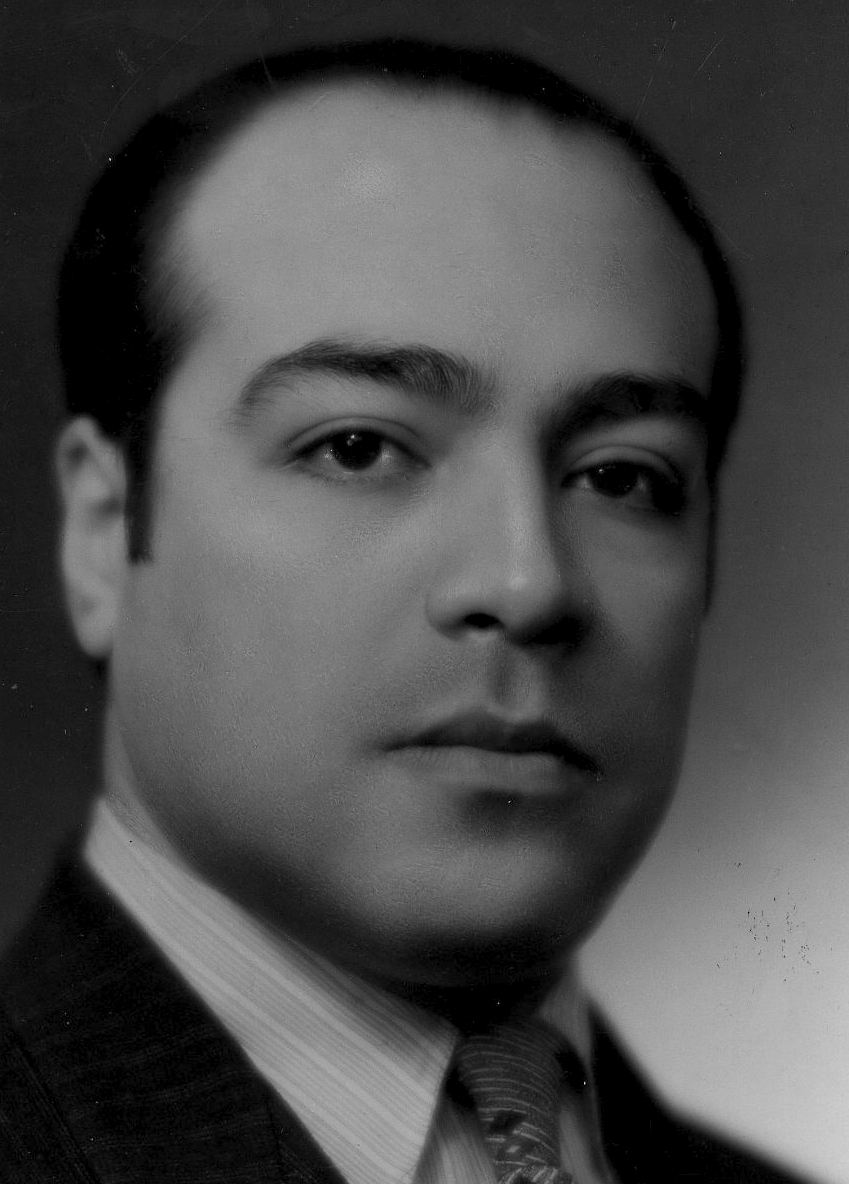
Jorge Carrera Andrade.

- Jorge Carrera Andrade (Quito, 18 septembre 1903 - Quito, 7 novembre 1978), poète et diplomate. Il a également été professeur de littérature à Mejía avant d'accepter un poste de diplomate en France[4].

- Jorge Icaza (Quito, 10 juin 1906 - Quito, 26 mai 1978), romancier. Il a obtenu une notoriété internationale après la parution de son roman La Fosse aux Indiens (1934)[5].

- Jorge Enrique Adoum[6] (Ambato, 29 juin 1926 - Quito, 3 juillet 2009), essayiste, poète, romancier et diplomate. Il a reçu le prix Eugenio Espejo  en 1989[7]. Secrétaire personnel de Pablo Neruda (1946 - 1948)[8]. Il a travaillé aux Nations unies et à l'UNESCO[9].

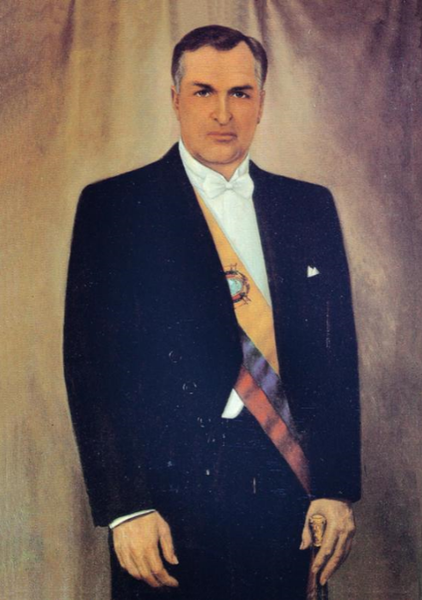
Galo Plaza Lasso. Président de l'Équateur (1948-1952).

- Galo Plaza Lasso[10] (New York, 17 février 1906 - Quito, 28 janvier 1987). Maire de Quito (1938 - 1939), Président de l'Équateur (1948 - 1952), Secrétaire général de l'Organisation des États américains (1968 - 1975)[11], cofondateur du Colegio Americano de Quito.

- Lenín Moreno Garcés, actuel président de l'Équateur (2017 -), a passé une partie de ses études secondaires dans cette institution[12].